# Assistant à maîtrise d'ouvrage
Pour les articles homonymes, voir AMO.
Pour la commune belge, voir Hamois.
L'assistant à maîtrise d'ouvrage (AMO ou AMOA) est un professionnel de l'acte de construire. Il a pour mission d'aider le maître d'ouvrage à définir, piloter et exploiter le projet. Il a un rôle de conseil et, ou d'assistance, et de proposition, le décideur restant le maître d'ouvrage. Il facilite la coordination de projet et permet au maître d'ouvrage de remplir pleinement ses obligations au titre de la gestion du projet en réalisant une mission d'assistance à maîtrise d'ouvrage.
Dans les opérations de construction, il peut être amené à réaliser l'interface entre le maître d'ouvrage et le maître d'œuvre.

## Besoins d'une assistance à maîtrise d'ouvrage
Le recours à une assistance à maîtrise d'ouvrage se justifie par la taille, la complexité ou certaines spécificités du projet concerné.
Ce recours peut aussi être déclenché par un besoin de compétences spécifiques qu'il faut aller chercher en externe ou bien par le besoin de faire intervenir un acteur « neutre », garant :
- de piloter et mettre sous contrôle la maîtrise d'œuvre (MOE) ;
- de la bonne traduction du besoin de la maîtrise d'ouvrage (MOA) par la MOE ;
- de la bonne prise en compte de ce besoin de la MOA par la MOE au travers des réponses faites par celle-ci.

Dans le cadre de l'assistance à maîtrise d'ouvrage en systèmes d'information (AMO SI), l'AMO doit posséder des compétences doubles : à la fois techniques (SI) et fonctionnelles, par rapport au besoin concerné, pour faire le lien entre le besoin métier et son implémentation informatique.
Dans le cadre de l'assistance à maîtrise d'ouvrage d'une opération de construction ou de réhabilitation, il peut intervenir dès l'identification du foncier jusqu'à l'achèvement de l'opération.
La présence d'un Assistant à maîtrise d'ouvrage est souhaitable chaque fois que le maître d'ouvrage identifie un risque en matière de pilotage de projet, notamment dans les cas suivants:
- défaut de compétences ou de temps dans la conduite de projet ;
- besoin d'apport d'expertise durant la vie d'un projet ;
- besoin d’organisation en compétences spécifiques le temps d'un projet, pour en assurer la conduite de projet ;
- nature de la mission confiée au prestataire: par exemple, le recours à un consultant externe s'impose pour un audit ou une recette de projet ;
- L'assistant à maîtrise d'ouvrage remplit également les fonctions suivantes :
  - Il participe à la définition des objectifs stratégiques et des besoins fonctionnels et techniques au regard des besoins du Maître d'ouvrage. Cette définition des besoins est une mission stratégique spécifique qui peut être réalisée dans le cadre d'une mission de programmation indépendante de l'assistance maîtrise d'ouvrage au sens strict ;
  - Il identifie les contraintes et les exigences de qualité en fonction des attentes des utilisateurs ;
  - Il identifie les conséquences de l’organisation au sein du projet ;
  - Il s'assure de la faisabilité de la mise en œuvre du projet sur tous les aspects :
    - d’organisation ;
    - juridiques ;
    - budgétaires ;
    - de planification et de ressources.

  - Il préconise et aide au choix de la solution et des prestataires le cas échéant ;
  - Il garantit la coordination et le pilotage durant toute la vie du projet ;
  - Il contrôle et réceptionne les prestations fournies par le maître d'œuvre aux côtés du maître d'ouvrage, ainsi que celles des entreprises et de ses sous-traitants le cas échéant, depuis les phases de spécification d'avant-projet, de rédaction des cahiers des charges jusqu'aux dossiers des ouvrages exécutés (DOE).

## L'assistance à maîtrise d'ouvrage en droit français

### Marchés publics
En droit français, l'article 2 de la loi relative à la maîtrise d'ouvrage publique et à ses relations avec la maîtrise d'œuvre privée, en relation avec le code des marchés publics, dispose que « Le maître d'ouvrage peut confier les études nécessaires à l'élaboration du programme et à la détermination de l'enveloppe financière prévisionnelle à une personne publique ou privée ».

### Assistance à maîtrise d'ouvrage et Conduite d'opération
Quand la mission d'AMO court de l'amont du projet à son achèvement et qu'elle porte sur l'ensemble des aspects du projet (finance, technique, règlementation, passation et gestion des marchés, gestion du planning, management des acteurs, etc.), elle est alors qualifiée de conduite d'opération[réf. nécessaire] (opérations en conception-réalisation).
Dans le cas de la conduite d'opération, l'assistance à maîtrise d'ouvrage exclut toute prestation de maîtrise d'œuvre. Hormis ce cas, la mission d'AMO ne constitue pas une fonction de maîtrise d'œuvre, l'assistance ayant pour objectif d'apporter au maître d'ouvrage un conseil éclairé et indépendant des constructeurs/réalisateurs.[réf. nécessaire]

### Secteur du bâtiment et des travaux publics
Dans le BTP, le recours à certains assistants est, selon le cas, obligatoire ou facultatif.
Les recours obligatoires sont le contrôle technique et la coordination Sécurité et protection de la santé (SPS).
Les recours facultatifs les plus usuels sont la définition des ouvrages à construire, le recueil des données, la conduite d'opération, l'OPC, etc.
L'assistant à maîtrise d'ouvrage peut également intervenir aux côtés d'un maître d'ouvrage délégué

### Fonctions
L'assistant à maîtrise d'ouvrage délégué remplit les fonctions suivantes :
- Il participe à la définition des objectifs stratégiques et des besoins fonctionnels et techniques au regard des besoins du Maître d'ouvrage. Cette définition des besoins est une mission stratégique spécifique qui peut être réalisée dans le cadre d'une mission de programmation indépendante de l'assistance maîtrise d'ouvrage au sens strict.
- Il identifie les contraintes et les exigences de qualité en fonction des attentes des utilisateurs,
- Il identifie les conséquences de l’organisation au sein du projet;
- Il s'assure de la faisabilité de la mise en œuvre du projet sur tous les aspects :
  - d’organisation ;
  - juridiques ;
  - budgétaires ;
  - de planification et de ressources.
- Il préconise et aide au choix de la solution et des prestataires le cas échéant ;
- Il garantit la coordination et le pilotage durant toute la vie du projet ;
- Il contrôle et réceptionne les prestations fournies par le maître d'œuvre, ses sous-traitants le cas échéant, depuis les phases de spécifications d'avant-projet, de rédaction des cahiers des charges jusqu'aux dossiers des ouvrages exécutés (DOE)